# Elisabeth Lemmerhirt
Maria Elisabeth Lemmerhirt, laut Taufeintrag Maria Elisabetha Koch, oft auch Lämmerhirt geschrieben, (* 26. Februar 1644 in Erfurt; † 1. Maijul. / 11. Mai 1694greg. in Eisenach) war die Mutter von Johann Sebastian Bach.

## Leben

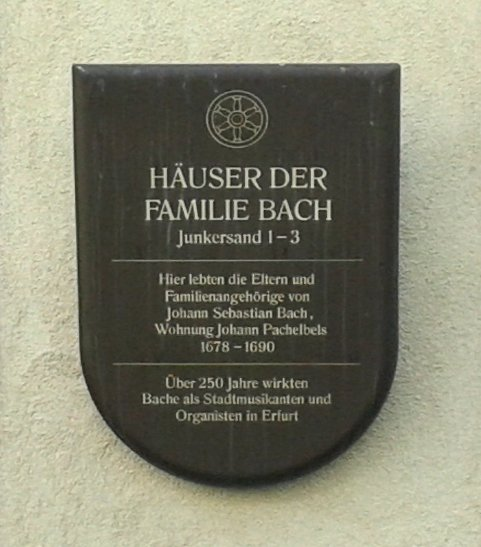
Tafel am Wohnhaus der Bach-Familie in Erfurt

Sie war die Tochter von Valentin Lemmerhirt († 1665), einem Kürschner und Kutscher aus Erfurt. Das Elternhaus am Erfurter Junkersand ist noch erhalten. Lemmerhirt heiratete am 8. April 1668 in der Kaufmannskirche ihren Freund aus der Kinderzeit, Johann Ambrosius Bach (1645–1695). Wohnungsnot und die ungünstige wirtschaftliche Lage bewogen das junge Paar, 1671 Erfurt zu verlassen und sich in Eisenach niederzulassen. Dort wurde 1685 Johann Sebastian Bach als achter Sohn geboren.
Eine Halbschwester von Lemmerhirt, Martha Dorothea, war die Mutter des Musikers und Musikwissenschaftlers Johann Gottfried Walther, mit dem Johann Sebastian Bach in Weimar zusammenarbeitete.